# Вашку да Гама (міст)
Міст Ва́шку да Ґа́ма або Міст Ва́ско да Га́ма (порт. Ponte Vasco da Gama, МФА: [põt(ɨ) 'vaʃku dɐ 'gɐmɐ]) — вантовий міст, що переходить у віадук через річку Тежу у північно-східній частині міста Лісабона, Португалія. Найдовший міст у Європі (разом з віадуками і під'їзними дорогами), його довжина становить 17,2 км, у тому числі 0,829 км основного мосту, 11,5 км — віадук, і 4,8 км під'їзних доріг. Головне призначення мосту полягає в тому, щоб зменшити затори на іншому мосту Лісабона (Міст 25 квітня) і з'єднати автошляхи, що розходяться з португальської столиці.
Рух по мосту було відкрито 29 березня 1998 року, через 18 місяців після початку будівельних робіт, перед міжнародною виставкою Expo 1998; у тому ж році відзначалося 500-річчя відкриття Васко да Гама морського шляху з Європи до Індії.

## Загальні характеристики

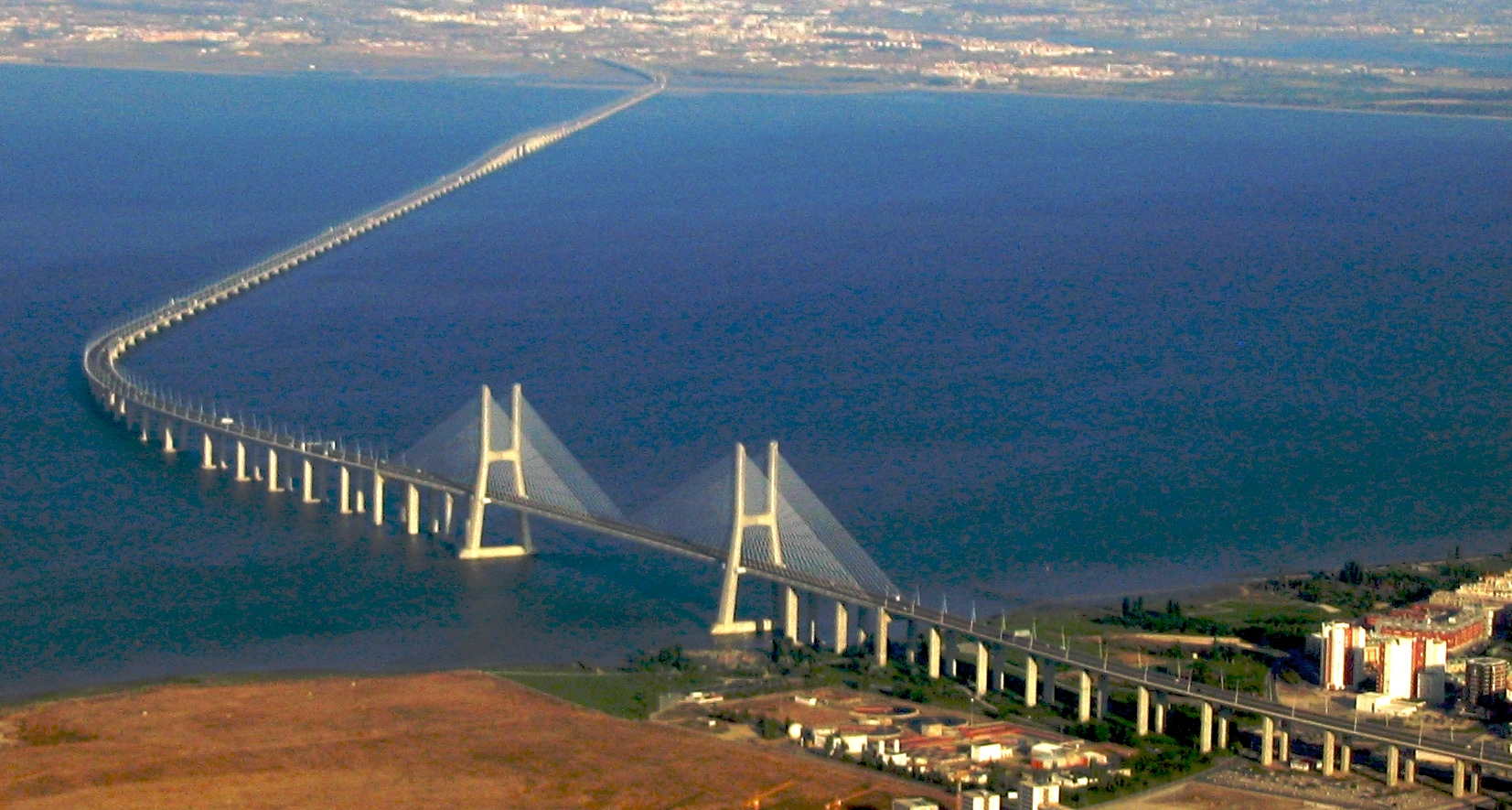
Панорамний вигляд мосту

По мосту проходить шестисмугова автомагістраль з обмеженням швидкості до 120 км/год протягом більшої його частини і 100 км/год — на одній його секції.
Секції мосту
1. Північна під'їзна дорога;
2. Північний віадук — 488 м;
3. Віадук Expo — 672 м; 12 секцій;
4. Головний міст — 420 м; бокові ділянки: 203 м кожна (загальна довжина: 829 м);
5. Центральний віадук — 6351 м; 80 секцій довжиною 78 м;
6. Південний віадук — 3825 м; 84 секції по 45 м;
7. Південні під'їзні шляхи — 3895 м

## Будівництво і вартість робіт
Проект було розбито на чотири частини, усі вони будувалися різними компаніями, а будівництвом керував незалежний консорціум. Безпосереднім будівництвом мосту займалося 3 300 робітників, виконання робіт тривало 18 місяців, перед тим ще 18 місяців велася підготовка до будівництва.
Конструкція мосту розрахована на експлуатацію протягом 120 років, повинна витримати вітер швидкістю до 250 км/год і землетрус в 4,5 рази сильніший сумнозвісного Лісабонського землетрусу 1755 року (8,7 балів за шкалою Ріхтера). Найглибші палі мають 2,2 м в діаметрі, вони занурені на глибину 95 м нижче рівня моря. Через велику довжину мосту необхідно було врахувати викривлення Землі для правильного ведення будівельних робіт, в іншому випадку помилка в проектуванні в висоті мосту між протилежними його кінцями сягнула б 80 см. Для зменшення впливу мосту на екологію віадук будувався максимально далеко до другого берега з тим, щоб під ним залишилось природне середовище, освітлення було спроектоване таким чином, щоб світло ламп не потрапляло в річку.
Міст будувався на приватні кошти; консорціум Lusoponte, що фінансував будівництво, отримав концесію на 40 років і має право отримувати платню за проїзд обома лісабонськими мостами. Капітал Lusoponte складається з 50,4 % вкладів португальських компаній, 24,8 % — французького і 24,8 % — британського капіталу.
Із 2008 року плата за проїзд мостом — від 2,25 євро (для легкових автомобілів) до €10,10 (для вантажівок) лише у Лісабонському напрямку. Плату за проїзд в південному напрямку не передбачено.